# Hamburger Schlittschuh-Club
Der Hamburger Schlittschuh-Club von 1881 e.V. ist einer der ältesten Eislaufvereine Deutschlands und wurde 1881 gegründet.

## Geschichte
In Hamburg und dem nach 1867 preußischen Altona gab es gegen Ende der 1870er Jahre die Besonderheit, ebene Flächen in kalten Jahreszeiten zu wässern und diese nach Überfrieren als Eisbahn benutzte. U.a. auf dem Heiligengeistfeld, der Sternschanze und in der Großen Bergstraße (Nothnagel’sche Eisbahn) waren auf diese Weise Eislaufflächen etabliert worden.
In den 1930er Jahren gehörte der HSC zu den fünf Clubs, die den Eishockeysport populär machten.
In seiner Blütezeit brachte der HSC einige deutsche Meister hervor. Im Eisschnelllauf beispielsweise Rolf Spardel; in der Sparte Eiskunstlauf traten Bärbel Martin, Inge Paul und Eileen Zimmer hervor. Christa Burmeister gewann zweimal die deutschen Meisterschaften im Rollkunstlauf.
Im Jahre 1985 wurde dem Hamburger Schlittschuh Club die Sportplakette des Bundespräsidenten als Auszeichnung für die langjährig erworbenen, besonderen Verdienste um die Pflege und Entwicklung des Sports verliehen.
Heute zählt der Verein um die 150 Mitglieder. Davon trainieren ca. 70 Eisläufer aktiv und nehmen an zahlreichen nationalen und internationalen Meisterschaften teil. Das Training findet auf der Eisbahn in den Wallanlagen sowie in der Eissporthalle in Farmsen statt.
Als Höhepunkt der Saison veranstaltet der HSC jedes Jahr den „Hamburger Michel“, einen internationalen Wettbewerb, bei dem viele europäische Nachbarn ihr Können im Eiskunstlauf beweisen. Ausgesprochen sind auch die Wettkämpfe der Formationseisläufer. Im April 2009 feierte der HSC das 15-jährige Jubiläum dieser Veranstaltung. Die ehemalige Eisschnelllauf-Abteilung gehört heute zur Halstenbeker TS.

### Eishockey
| 1960/61 | Landesliga Hamburg | 1. | Aufstiegsrunde zur Oberliga | verzichtet |
| 1961/62 | Gruppenliga Nord   | 1. |                             |            |
| 1962/63 | Gruppenliga Nord   | 4. |                             |            |
| 1963/64 | Gruppenliga Nord   | 5. |                             |            |
| 1964/65 | Gruppenliga Nord   | 1. | Zwischenrunde Nord/West     | 4.         |
| 1965/66 | Regionalliga Nord  | 1. | Zwischenrunde Nord/West     | 4.         |
| 1966/67 | Regionalliga Nord  | 4. | Aufstiegsrunde zur Oberliga | 7.         |
| 1967/68 | Regionalliga Nord  |    | Aufstiegsrunde zur Oberliga | 6.         |

1968 wurde der Startplatz in der Regionalliga Nord an den Hamburger SV abgetreten.